# Ожина несійська
Ожи́на несі́йська, або ведмежи́на (Rubus nessensis) — багаторічна рослина родини розових. Відрізняється від ожини сизої гранчастими ребристими пагонами, 5-7-перистими листками.
Поширена в Лісостепу, на Поліссі, в Карпатах і в Криму. Росте у хвойних і мішаних лісах. Тіньовитривала рослина.

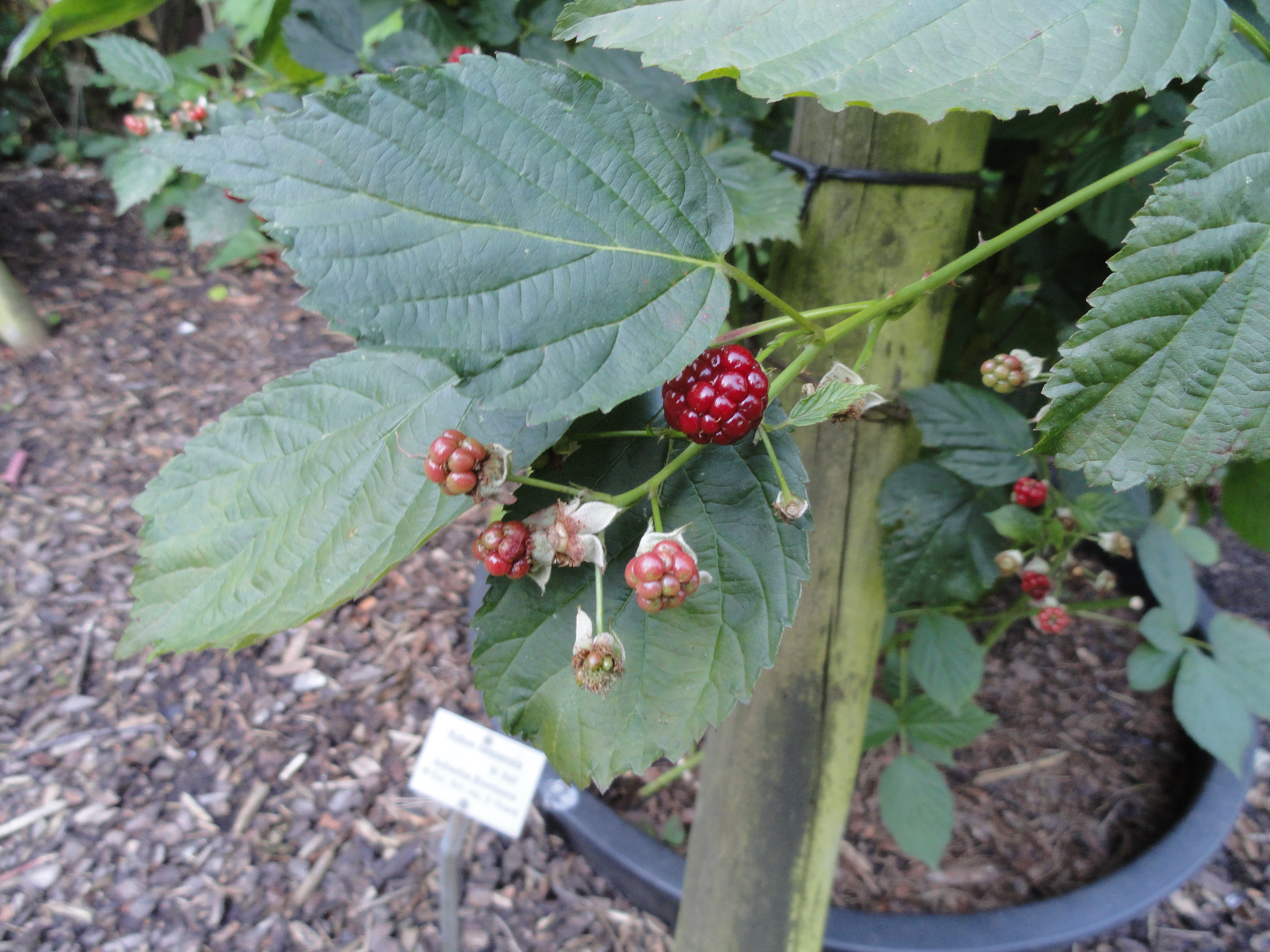
Гілка з плодами